# Vol Allegheny Airlines 485
Le 7 juin 1971, le vol Allegheny Airlines 485, un vol intérieur régulier effectué par un Convair 580 entre Washington et Newport News, en Virginie, avec plusieurs escales prévues, dont deux dans le Connecticut et une troisième à Philadelphie, en Pennsylvanie, s'est écrasé lors de la phase d'approche sur l'aéroport régional de Tweed-New Haven (en), dans le Connecticut.
L'ensemble des occupants de l'appareil, à l'exception du commandant de bord, ont survécu à l'impact initial, mais 27 personnes sont mortes dans l'incendie qui a suivi ; seuls le copilote et 2 passagers ont survécu. Une mauvaise visibilité dans la cabine, un manque d'éclairage de secours, des instructions peu claires concernant l'ouverture des issues de secours et l'absence de membres d'équipage supplémentaire en cabine pour aider à l'évacuation ont tous été cités comme des facteurs contributifs au nombre élevé de victimes.

## Avion et équipage
L'appareil impliqué est un Convair 580, immatriculé N5832 (numéro de série 384) et fabriqué en 1956. Il a été acheté par Allegheny Airlines en 1962 auprès d'une autre compagnie aérienne. Il a été fabriqué, à l'origine, en tant que Convair 440, puis a été remotorisé avec des turbopropulseurs Allison 501-D13 en 1967 et convertie en Convair 580. Le certificat de navigabilité le plus récent de l'avion a été délivré en novembre 1967. Il comptait 33 058 heures de vol au moment de l'accident.
L'équipage du vol 485 est composé du commandant de bord David Gordon Eastridge (39 ans) et du copilote James Alford Walker (34 ans). Le commandant compte plus de 12 000 heures de vol, dont environ 3 600 heures sur Convair 580. Le copilote Walker compte plus de 4 000 heures de vol à son actif. Dans la cabine, on dénombre un membre du personnel navigant commercial (PNC), Judith L. Manning, âgée de 27 ans.

## Accident
Le vol 485 a quitté Washington à 7 h 14 avec un plan de vol aux instruments (IFR). Cinq minutes plus tard, à 7 h 19, l'équipage a annulé le plan IFR et s'est dirigé directement vers New London en suivant les règles de vol à vue (VFR). Le ciel autour de l'aéroport était brumeux et la visibilité était mauvaise. À l'approche de l'aéroport régional de Groton–New London (en), l'équipage a effectué trois approches interrompues avant d'atterrir avec succès, avec environ une heure de retard sur l'horaire prévu. Douze passagers ont alors débarqué à Groton. Le vol a décollé avec 14 nouveaux passagers, ainsi que du fret en soute. L'avion a décollé de la porte d'embarquement vers 9 h 33, à destination de New Haven.
À 9 h 48, le contrôleur aérien de l'aéroport régional de Tweed-New Haven (en) a proposé à l'équipage d'atterrir sur la piste 2 ou la piste 20. Le vol 485 a répondu : « OK, vu les conditions météo, on prend la deux. Tout ira bien. ». Il a été autorisé à atterrir en vent arrière sur la piste 2. Comme indiqué dans le rapport d'accident du Conseil national de la sécurité des transports (NTSB), les atterrissages en vent arrière sur cet aéroport étaient interdits par une directive de la compagnie aérienne, Allegheny Airlines. Le copilote a annoncé la vitesse et le taux de descente, alors que le Convair 580 descendait au-delà de l'altitude minimale de descente (MDA) de 380 pieds (115 m), ce que le commandant de bord a confirmé verbalement, puis a demandé au copilote de « rester vigilant ». 
Environ 18 secondes plus tard, alors que il était toujours en phase de descente, le copilote a remarqué : « On ne voit pas à travers ce truc. » Le commandant de bord a répondu qu'il voyait l'eau. Le copilote s'est exclamé qu'ils étaient « juste au-dessus de l'eau ». Aucune tentative apparente d'arrêter la descente n'a été faite. Environ 3,5 secondes après cette remarque du copilote, une voix brusque a dit : « Attendez ! ». L'enregistrement s'est terminé environ 2 secondes plus tard.
Selon le rapport du NTSB, l'appareil a percuté à grande vitesse trois chalets de plage adjacents, à une altitude d'environ 29 pieds (8 m) au dessus du niveau de la mer (MSL). Le contrôleur local a remarqué une boule de feu et de la fumée vers 9 h 50. Selon le rapport d'accident, « un violent incendie s'est développé immédiatement après l'impact initial. »

## Enquête
Les enquêteurs du NTSB ont analysé l'enregistreur phonique (CVR) et l'enregistreur de paramètres (FDR) pour déterminer la cause de cet accident. Ils ont conclu que le commandant Eastridge a probablement pris plusieurs décisions au cours du vol, indiquant que l'horaire du vol était importante pour lui. Avant le décollage de Washington, il a demandé un plan de vol modifié au régulateur de vol d'Allegheny Airlines. Il a également demandé au régulateur de supprimer le ravitaillement en carburant prévu à Groton de l'itinéraire de vol et a demandé aux équipes au sol de Washington d'ajouter du carburant avant le décollage. Les enquêteurs ont conclu que cette décision a probablement été prise au cas où les mauvaises conditions météorologiques à l'aéroport l'obligeraient à abandonner une tentative d'atterrissage et à se diriger directement vers New Haven.
Au départ de la porte d'embarquement, le contrôle aérien (ATC) a autorisé le vol 485 à rouler jusqu'à la piste 15. L'équipage a alors contacté l'ATC pour demander l'utilisation de la piste 3, alors plus proche. Le rapport du NTSB souligne : « L'utilisation de la piste 3 aurait permis de gagner du temps, car elle est plus proche de la porte d'embarquement et plus proche de l'itinéraire à suivre après le décollage. ». L'ATC a approuvé ce changement de piste et autorisé l'avion à décoller.
Peu après le décollage, l'équipage a reçu l'autorisation du contrôle aérien d'effectuer un virage à 360°. Le commandant Eastridge a décidé d'annuler son plan de vol IFR et a opté pour un vol à vue (VFR). Le rapport du NTSB indique : « Le commandant de bord savait manifestement qu'en poursuivant son vol VFR par la route la plus directe, il aurait pu gagner du temps. Les éléments de preuve indiquent que tel était son plan. ».
Le NTSB a également noté que « le commandant Eastridge a effectué la première partie du vol exactement comme prévu. ».  Par conséquent, en atteignant Groton, où les conditions météorologiques étaient mauvaises, il a choisi de ne pas se dérouter vers un aéroport de dégagement ou de se diriger directement vers New Haven, mais de faire des tours au-dessus de l'aéroport jusqu'à ce que les conditions s'améliorent. Environ 30 minutes après avoir commencé à tourner au-dessus de l'aéroport, un tiers du carburant disponible pour l'attente avait été consommé, et le commandant de bord s'est approché de l'aéroport pour tenter un atterrissage. « Pensant à l'avance », a noté le NTSB, « aux besoins en carburant et aux opérations programmées en aval, le commandant de bord a tenté de faire atterrir son avion. ».  Mais, en raison de la faible visibilité, il a décidé que, pour avoir la piste en visuel avant l'atterrissage, il devrait descendre à 200 pieds (61 m) à moins de 1 600 m de la piste, bien en dessous de la MDA de 510 pieds (160 m). Le rapport du NTSB indique : « Il a décidé de descendre à environ 200 pieds, estimant que la visibilité serait suffisante pour permettre un atterrissage en toute sécurité. Bien qu'une telle procédure ne soit pas autorisée, le commandant de bord pensait pouvoir effectuer cette approche en toute sécurité. »
Le NTSB a déterminé que l'accident offrait des chances de survie, et les corps de 15 des 27 passagers décédés ont été retrouvés près de la porte arrière, qui pouvait être ouverte manuellement par les passagers. La serrure de cette porte a été trouvée en position fermée. Un examen médical a été effectué sur 26 des 27 passagers, et tous sont décédés d'asphyxie, causée par les fumées toxiques générées par l'incendie, ou de brûlures. L'hôtesse de l'air a également subi plusieurs fractures aux côtes, à la clavicule gauche et à sa troisième vertèbre thoracique. Le rapport final indique que de nombreux passagers ont peut-être tenté de quitter l'avion, mais qu'ils ont tous péri en le faisant.
Dans son analyse sur l'accident, le NTSB a déclaré que, « à l'exception du commandant de bord, mortellement blessé au moment de l'impact, tous les passagers auraient pu survivre si une évacuation rapide de cet avion en feu avait été possible ou si la propagation des flammes avait été retardée. ». Ils ont constaté qu'en raison de la position des corps des victimes, une tentative infructueuse d'ouverture de la porte arrière a été effectuée. Les instructions, imprimées à l'intérieur de la porte, auraient été difficiles à lire à cause de la fumée.
Les enquêteurs ont également conclu que l'évacuation aurait eu davantage de succès si un autre PNC avait été à bord. Bien que la présence de deux membres d'équipage soit légalement requise à bord du Convair 580, une dérogation avait été accordée à Allegheny Airlines et à plusieurs autres compagnies exploitant ce type d'appareil, leur permettant de voler avec un seul membre d'équipage en cabine. Le NTSB a déclaré qu'il estimait que « la survie d'un plus grand nombre de personnes aurait pu être possible si un deuxième PNC avait été à bord lors de ce vol ».

## Recommandations
Le NTSB a formulé plusieurs recommandations à la Federal Aviation Administration (FAA). Parmi celles-ci, les plus notables concernent les équipements de sécurité anti-incendie, l'éclairage de secours en cabine et les instructions de l'équipage aux passagers concernant l'emplacement des issues de secours et les procédures d'évacuation. Il a suggéré que les agents de bord indiquent physiquement l'emplacement de chaque issue lors du briefing de sécurité avant le vol, afin d'accroître la capacité des passagers à retenir cette information. IL a également souligné la nécessité d'un éclairage au niveau des issues de secours, ainsi que d'instructions claires et simples pour leur ouverture, qualifiant les instructions présentes sur le vol 845 de « trompeuses ».
Le NTSB a également noté les limites de l'équipement d'approche de non-précision de l'avion, suggérant qu'un système d'atterrissage aux instruments (ILS), qui est plus précis, aurait pu réduire la probabilité d'un tel accident. En outre, les enquêteurs ont commenté sur la nécessité de dissocier la rémunération des pilotes de la ponctualité des vols, notant qu'un tel arrangement pourrait « porter atteinte à la sécurité ». 
Enfin, le NTSB a demandé à l'Air Line Pilots Association (ALPA) et à l'Allied Pilots Association (en) (APA) d'améliorer leurs méthodes d'évaluation, afin de trouver et de sanctionner les pilotes « qui pourraient afficher des traits non professionnels (y compris dangereux) comme illustré par cet accident ».